# Mustafa Berkay Gürmeriç
Mustafa Berkay Gürmeriç (* 30. September 1998) ist ein türkischer Leichtathlet, der sich auf den Stabhochsprung spezialisiert hat.

## Sportliche Laufbahn
Erste internationale Erfahrungen sammelte Mustafa Berkay Gürmeriç im Jahr 2017, als er bei den U20-Balkan-Meisterschaften in Pitești mit übersprungenen 4,60 m den fünften Platz belegte. 2019 belegte er bei den Balkan-Hallenmeisterschaften in Istanbul mit 4,60 m den sechsten Platz und 2024 gelangte er bei den Balkan-Hallenmeisterschaften ebendort mit 5,10 m auf Rang vier. Ende Mai brachte er bei den Freiluft-Balkan-Meisterschaften in Izmir keine Höhe zustande.
Gürmeriç wurde 2020 türkischer Meister im Stabhochsprung im Freien und 2024 im offenen und geschlossenen Stabhochsprung.